# Всё включено 2
«Всё включено 2» — продолжение фильма «All inclusive, или Всё включено» режиссёра Эдуарда Радзюкевича. Слоган — «Полный all in».
26 сентября 2013 года в Москве в кинотеатре «Октябрь» был представлен предпремьерный показ фильма, на котором присутствовали исполнители главных ролей, съёмочная группа фильма, а также приглашённые знаменитости. Сама же премьера фильма состоялась 3 октября 2013 года.

## Сюжет
Когда приятель похож на тебя, то можно участвовать в конкурсе двойников и за победу получить огромные деньги. Будет ли помехой полёт в Стамбул накануне собственной свадьбы? Чтобы доказать будущему тестю-олигарху, что он способен содержать его дочь, Андрей (Михаил Беспалов) покупает очень дорогие кольца для своей возлюбленной (Марины Александровой).
Только планам Андрея не судьба сбыться, так как в Турции он встречает новых друзей и тех, с которыми он вроде как попрощался в Турции, старых и новых врагов и тогда всё превращается не в тихий отъезд на пару дней, а становится большим приключением молодого парня...

## В ролях
| Актёр                | Роль                     |
| -------------------- | ------------------------ |
| Михаил Беспалов      | Андрей / Веня            |
| Марина Александрова  | Аня, невеста Андрея      |
| Фёдор Добронравов    | Пётр                     |
| Роман Мадянов        | Эдуард Будко, олигарх    |
| Сергей Бурунов       | Коц                      |
| Эдуард Радзюкевич    | Рудольф                  |
| Андрей Кайков        | Борис                    |
| Григорий Сиятвинда   | Карадуман                |
| Нонна Гришаева       | Эвелина                  |
| Карэн Бадалов        | Башкурт-паша             |
| Дарья Мингазетдинова | Чечек, дочь Башкурт-паши |
| Анна Ардова          | Галя                     |

## Факты
- Изначально авторы фильма не собирались снимать продолжения, однако после оглушительного успеха первой картины они изменили своё решение:

«Я за вторую часть „Всё включено“ брался без особой охоты, но после неожиданного даже для нас самих коммерческого успеха первой части прокатчики обрушились с просьбой о продолжении».— режиссёр Эдуард Радзюкевич
- Первоначально планировалось, что действия будут проходить в Китае, но из-за беременности Марины Александровой пришлось полностью поменять сценарий[3].
- Во многих сценах есть кадры с реальными отдыхающими, которые жили в отеле (при этом большинство из них не знали о том, что их снимают в кино)[4].

## Критика
Фильм получил смешанные оценки кинокритиков.